# Є
Є, Єє (ukr. je) – litera alfabetu ukraińskiego o podwójnej funkcji:
- w pozycji po spółgłosce oznacza palatalizację (zmiękczenie) tej spółgłoski i następującą samogłoskę [ɛ], jest więc równoważna teoretycznemu dwuznakowi ЬЕ;
- w pozostałych pozycjach oznacza połączenie głosek [jɛ], jest więc równoważna teoretycznemu dwuznakowi ЙЕ.

Jej kształt pochodzi od starocyrylickiej litery Ѥ, którą uproszczono przez usunięcie początkowego І.

## Kodowanie
| Znak                   | Є                                    | Є                                    | є                                  | є                                  |
| ---------------------- | ------------------------------------ | ------------------------------------ | ---------------------------------- | ---------------------------------- |
| Nazwa w Unikodzie      | Cyrillic Capital Letter Ukrainian Ie | Cyrillic Capital Letter Ukrainian Ie | Cyrillic Small Letter Ukrainian Ie | Cyrillic Small Letter Ukrainian Ie |
| Kodowanie              | dziesiątkowo                         | szesnastkowo                         | dziesiątkowo                       | szesnastkowo                       |
| Unicode                | 1028                                 | U+0404                               | 1108                               | U+0454                             |
| UTF-8                  | 208 132                              | d0 84                                | 209 148                            | d1 94                              |
| Odwołania znakowe SGML | &#1028;                              | &#x0404;                             | &#1108;                            | &#x0454;                           |
| Macintosh Cyrillic     | 184                                  | B8                                   | 185                                | B9                                 |
| ISO 8859-5             | 164                                  | A4                                   | 244                                | F4                                 |
| Windows-1251           | 170                                  | AA                                   | 186                                | BA                                 |
| Code page 866          | 242                                  | F2                                   | 243                                | F3                                 |
| Code page 855          | 135                                  | 87                                   | 134                                | 86                                 |
| KOI8-U                 | 180                                  | B4                                   | 164                                | A4                                 |